# ソーステルベルフ航空基地
ソーステルベルフ航空基地（ソーステルベルフこうくうきち、オランダ語：Vliegbasis Soesterberg、英語:Soesterberg Air Base）またはユトレヒト・スースターベルフ空港とは、オランダのユトレヒト州ススト基礎自治体のスーステルベルグ地区にある軍用空港である。ユトレヒトの東約15kmに位置している。
1911年に開設され、1913年以降オランダ空軍管轄の空港となった。過去40年にわたり在欧アメリカ空軍施設（キャンプ・ニュー・アムステルダム）が置かれていたが、オランダ政府の国防費削減に伴い、2008年12月31日に航空基地が閉鎖された。
現在、航空基地の一部はグライダーの離着陸場として利用されるとともに、アメリカ空軍の地上施設も一部残存している。なお、オランダにおいて10,000フィート以上の長さの滑走路は、この航空基地とアムステルダム・スキポール空港にしか存在しない。
2014年に航空基地の旧施設や格納庫を活用してオランダ国立軍事博物館が開設された。これは、以前から航空基地内に併設されていた空軍博物館と、南ホラント州デルフトの陸軍博物館を統合する形で開設されたオランダ国営の軍事博物館である。

## 所在部隊
かつてこの航空基地に所在した主な部隊
ドイツ空軍
第二次世界大戦中はドイツ空軍が航空基地を占拠し、戦争初期には北海の英国輸送船への攻撃や英国本土への爆撃のため、戦争後期には防空作戦のために利用された。（1940年〜1945年）
オランダ空軍
戦後、基地機能が回復したのは1951年のことで、オランダ空軍が利用するようになった。（1951年〜 ）
アメリカ空軍

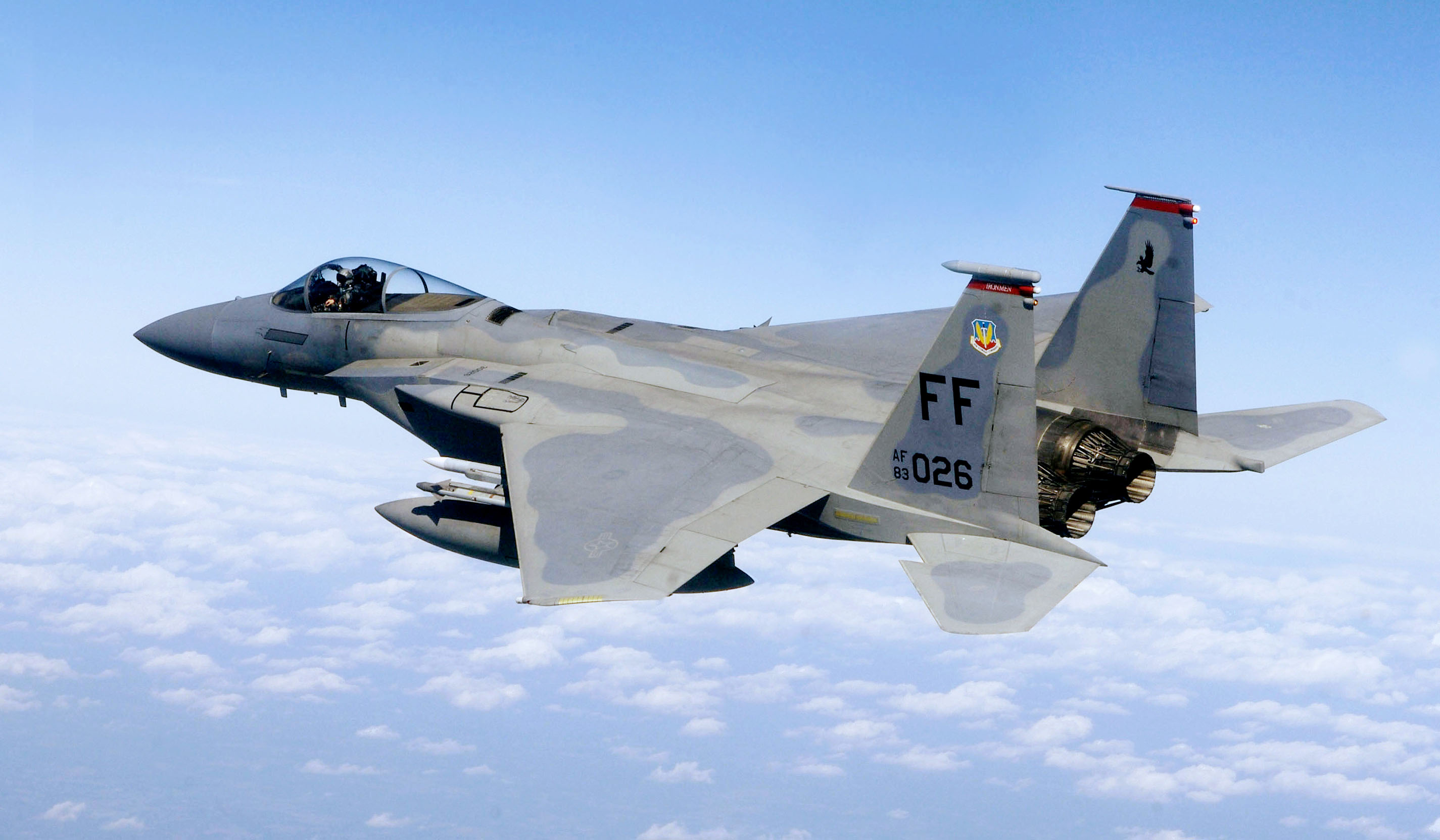
米軍: F-15

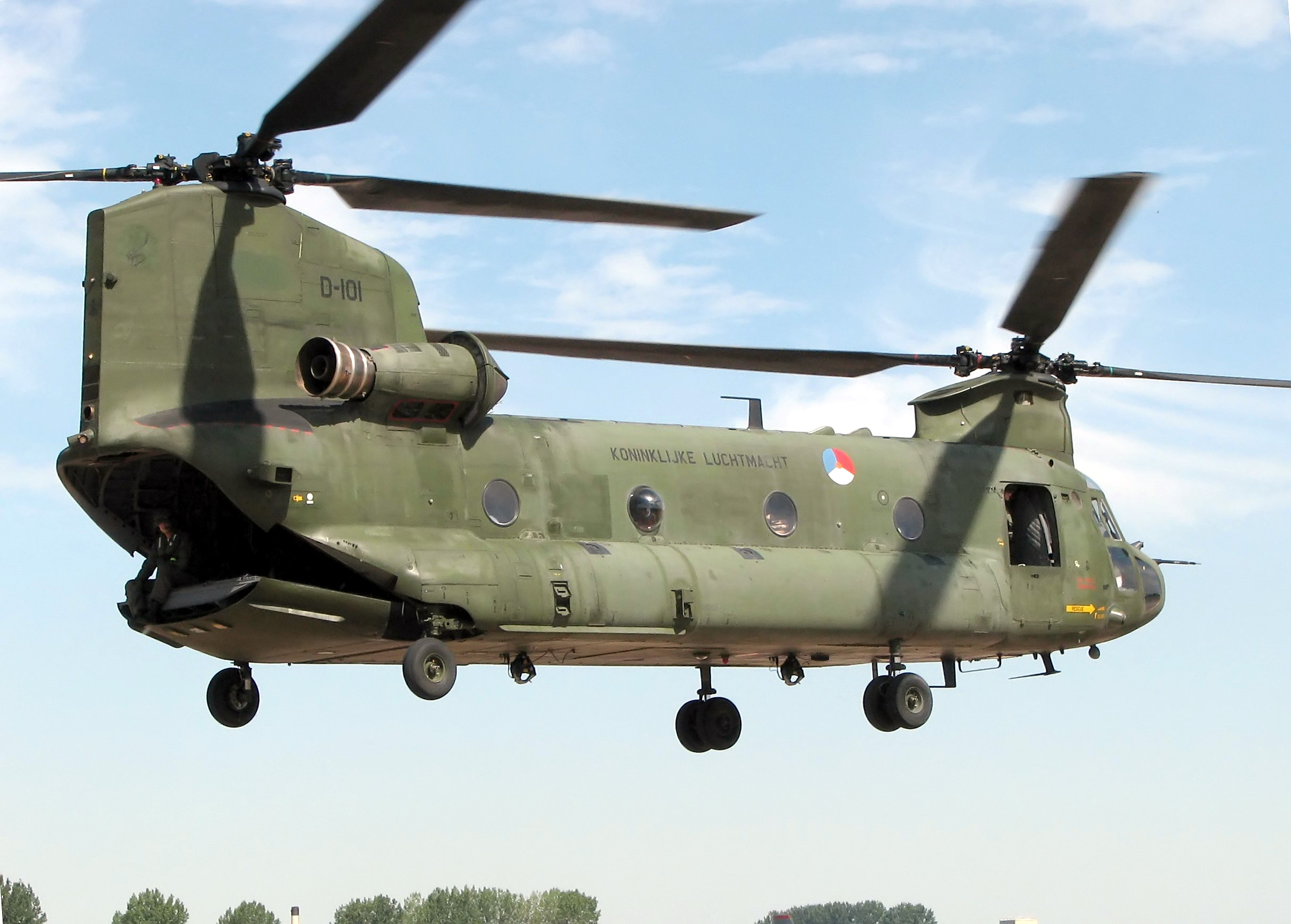
オランダ空軍: CH-47

1954年のアメリカ政府との合意により、アメリカ空軍が部隊を置くようになった。
- 第512戦闘飛行隊（512th Fighter Day Squadron）：1955年〜1955年

F-86が配備されていた。（Fighter Day とは夜間装備を持たない戦闘機のこと）
- 第32戦闘飛行隊（32nd Fighter Day Squadron）：1955年〜1958年

F-100が配備された
- 第32戦術戦闘飛行隊（32nd Tactical Fighter Squadron）：1958年〜1959年
- 第32要撃戦闘飛行隊（32nd Fighter Interceptor Squadron）：1959年〜1969年

F-102が配備された
- 第32戦術戦闘飛行隊（32nd Tactical Fighter Squadron）：1969年〜1989年

F-4が配備されていた
- 第32戦術戦闘航空団（32nd Tactical Fighter Group）：1989年〜1994年

F-15が配備され、1990年に起こった湾岸戦争にも遠征した
オランダ空軍
アメリカの主力部隊が撤退した後は、オランダ空軍がヘリコプター部隊を置いていた。
- 第298飛行隊（298 Squadron）、第300飛行隊（300 Squadron）：1994年〜2008年

CH-47、AS 532、SA 316などのヘリコプターが配備されていた

## アクセス
鉄道
オランダ鉄道 den Dolder駅